# 김규리 (2008년)
김규리(2008년 9월 15일 ~ )는 대한민국의 서울특별시의 아역배우이다.

## 연기 활동
- 2018년 tvN 수목드라마 《나의 아저씨》 ... 어린 이지안 역 (이지은 아역)
- 2019년 tvN 주말드라마 《호텔 델루나》 ... 어린 장만월 역 (이지은 아역)
- 2019년 tvN 불금시리즈 《쌉니다 천리마마트》 ... 고미주 역

## 광고
- 2012년 신한생명
- 2013년 킨더 초콜릿
- 2013년 삼성물산 래미안
- 2013년 삼성전자 지펠 냉장고
- 2013년 아웃백 스테이크하우스
- 2014년 삼성전자 에어컨
- 2014년 롯데그룹
- 2014년 CJ 뚜레쥬르
- 2015년 청암
- 2018년 AXA 자동차보험